# متلازمة براود
متلازمة براود اضطراب وراثي نادر جدًا تصاحبه إعاقة ذهنية شديدة، وعدم تكوين الجسم الثفني، والصرع، والتشنج. وهي نوع من الإعاقة الفكرية المتلازمية المرتبطة بالكروموسوم X.

## الأعراض
تتضمن القائمة التالية الأعراض التي يسببها هذا الاضطراب: 
- عدم تكوّن الجسم الثفني
- الإعاقات الذهنية الشديدة: معدل الذكاء بين 20 و34
- صغر الرأس
- الصرع
- تأخر شديد في النمو
- قصر القامة
- التشنج
- خلل التوتر العضلي
- تقلصات الأطراف
- الإحليل التحتي
- خصية هاجرة
- خلل تنسج الكلى
- الأعضاء التناسلية الخنثوية
- الجنف
- بروز الحافة فوق الحجاج
- اقتران الحاجبين
- العيون الكبيرة
- الشعرانية
- رعشة العين
- الآذان الكبيرة
- الحول
- ضمور العصب البصري
- فتق إربي

قائمة الأعراض مبنية على معلومات مجمعة من GARD وOrphaNet، وقد لا يعاني المصابون بالمتلازمة من جميع الأعراض.

## الأسباب
تحدث هذه الحالة بسبب طفرات متنحية مرتبطة بالكروموسوم X في جين ARX [الإنجليزية]، في الكروموسوم الصبغي X، وغالبًا ما يعاني الذكور المصابون بالمتلازمة من أعراض أكثر حدة من الإناث. يُعتقد أن هذا الجين مهم في الهجرة بين الخلايا العصبية، وانتشار الخلايا العصبية، وتمايز الدماغ والخصيتين الجنينيين.

## الانتشار
وفقًا لـ OMIM، شُخصت 37 حالة فقط بالمتلازمة في الأدبيات الطبية.